# Championnat d'Espagne de football 2016-2017
Navigation
Édition précédente Édition suivante
La saison 2016-2017 est la 86e édition du championnat d'Espagne de football et la 1re sous l'appellation LaLiga Santander. Elle oppose les vingt meilleurs clubs d'Espagne en une série de trente-huit journées.
Lors de cette saison, le FC Barcelone défend son titre face à 19 autres équipes dont 3 promus de deuxième division.
Six places qualificatives pour les compétitions européennes seront attribuées par le biais du championnat (3 places directes en Ligue des champions 2017-2018, 1 en barrages, 1 place directe en Ligue Europa et 1 au troisième tour de qualification). Une autre place qualificative pour la Ligue Europa sera garantie au vainqueur de la Coupe du Roi. Les trois derniers du championnat sont relégués en deuxième division.

## Participants
| \| Alavés Athletic At. Madrid Barcelone Bétis Celta Deportivo Eibar Espanyol Grenade Las Palmas Leganés Málaga Osasuna Real Madrid Real Sociedad Séville Sporting Valence Villarreal \| Localisation des clubs engagés dans le championnat. |
| Alavés Athletic At. Madrid Barcelone Bétis Celta Deportivo Eibar Espanyol Grenade Las Palmas Leganés Málaga Osasuna Real Madrid Real Sociedad Séville Sporting Valence Villarreal                                                           |

Légende des couleurs
- Phase de groupes de la Ligue des Champions 2016-2017
- Tour de barrages de la Ligue des Champions 2016-2017
- Phase de groupes de la Ligue Europa 2016-2017
- Promu de Liga Adelante 2015-2016

| Club                 | Se maintient depuis | Classement 2015-2016 | Entraîneur              | Depuis | Stade                 | Capacité théorique |
| -------------------- | ------------------- | -------------------- | ----------------------- | ------ | --------------------- | ------------------ |
| FC Barcelone         | 1928                | 1                    | Luis Enrique            | 2014   | Camp Nou              | 99 354             |
| Real Madrid          | 1928                | 2                    | Zinédine Zidane         | 2016   | Santiago Bernabéu     | 81 044             |
| Atlético de Madrid   | 2002                | 3                    | Diego Simeone           | 2011   | Vicente Calderón      | 55 005             |
| Villarreal CF        | 2013                | 4                    | Fran Escribá            | 2013   | El Madrigal           | 22 000             |
| Athletic Bilbao      | 1928                | 5                    | Ernesto Valverde        | 2013   | San Mamés             | 53 289             |
| Celta Vigo           | 2012                | 6                    | Eduardo Berizzo         | 2014   | Balaídos              | 31 800             |
| Séville FC           | 2001                | 7                    | Jorge Sampaoli          | 2016   | Ramón Sánchez Pizjuán | 45 500             |
| Málaga CF            | 2008                | 8                    | Míchel                  | 2017   | La Rosaleda           | 30 044             |
| Real Sociedad        | 2010                | 9                    | Eusebio Sacristán       | 2015   | Anoeta                | 32 076             |
| Real Betis           | 2015                | 10                   | Víctor Sánchez del Amo  | 2016   | Benito Villamarín     | 56 500             |
| Las Palmas           | 2015                | 11                   | Quique Setién           | 2014   | Gran Canaria          | 32 300             |
| Valence CF           | 1987                | 12                   | Salvador González Marco | 2017   | Mestalla              | 52 000             |
| Espanyol Barcelone   | 1994                | 13                   | Quique Sánchez Flores   | 2016   | Cornellà-El Prat      | 40 500             |
| SD Eibar             | 2014                | 14                   | José Luis Mendilibar    | 2015   | Ipurua                | 5 250              |
| Deportivo La Corogne | 2014                | 15                   | Pepe Mel                | 2017   | El Riazor             | 34 600             |
| Grenade CF           | 2011                | 16                   | Tony Adams              | 2017   | Nuevo Los Cármenes    | 23 156             |
| Sporting Gijón       | 2015                | 17                   | Abelardo Fernández      | 2014   | El Molinón            | 30 000             |
| Deportivo Alavés     | 2016                | 1 (SD)               | Mauricio Pellegrino     | 2015   | Mendizorroza          | 19 840             |
| CD Leganés           | 2016                | 2 (SD)               | Asier Garitano          | 2013   | Estadio Butarque      | 10 958             |
| CA Osasuna           | 2016                | 6 (SD)               | Petar Vasiljević        | 2017   | Stade El Sadar        | 19 800             |

### Changements d'entraîneur
| Club                 | Entraîneur partant     | Motif du départ          | Date de départ    | Position   | Entraîneur arrivant       | Date d'arrivée    |
| -------------------- | ---------------------- | ------------------------ | ----------------- | ---------- | ------------------------- | ----------------- |
| Real Betis           | Juan Merino            | Fin de l'intérim         | 10 mai 2016       | Pré-saison | Gustavo Poyet             | 10 mai 2016       |
| Málaga CF            | Javi Gracia            | Signé par le Rubin Kazan | 24 mai 2016       | Pré-saison | Juande Ramos              | 27 mai 2016       |
| Espanyol Barcelone   | Constantin Gâlcă       | Fin de contrat           | 27 mai 2016       | Pré-saison | Quique Sánchez Flores     | 9 juin 2016       |
| Deportivo La Corogne | Víctor Sánchez         | Renvoi                   | 30 mai 2016       | Pré-saison | Gaizka Garitano           | 10 juin 2016      |
| Grenade CF           | José González          | Fin de contrat           | 20 juin 2016      | Pré-saison | Paco Jémez                | 20 juin 2016      |
| Séville FC           | Unai Emery             | Démission                | 12 juin 2016      | Pré-saison | Jorge Sampaoli            | 27 juin 2016      |
| Valence CF           | Pako Ayestarán         | Renvoi                   | 20 septembre 2016 | 20e        | Cesare Prandelli          | 29 septembre 2016 |
| Grenade CF           | Paco Jémez             | Renvoi                   | 28 septembre 2016 | 19e        | Lucas Alcaraz             | 4 octobre 2016    |
| CA Osasuna           | Enrique Martín Monreal | Renvoi                   | 7 novembre 2016   | 20e        | Joaquín Caparrós          | 8 novembre 2016   |
| Real Betis           | Gustavo Poyet          | Renvoi                   | 11 novembre 2016  | 14e        | Víctor Sánchez del Amo    | 11 novembre 2016  |
| Málaga CF            | Juande Ramos           | Démission                | 27 décembre 2016  | 11e        | Marcelo Romero            | 28 décembre 2016  |
| Valence CF           | Cesare Prandelli       | Démission                | 29 décembre 2016  | 17e        | Salvador González Marco   | 10 janvier 2017   |
| CA Osasuna           | Joaquín Caparrós       | Renvoi                   | 5 janvier 2017    | 20e        | Petar Vasiljević          | 5 janvier 2017    |
| Deportivo La Corogne | Gaizka Garitano        | Renvoi                   | 25 février 2017   | 17e        | Pepe Mel                  | 27 février 2017   |
| Málaga CF            | Marcelo Romero         | Démission                | 6 mars 2017       | 15e        | Míchel                    | 6 mars 2017       |
| Grenade CF           | Lucas Alcaraz          | Renvoi                   | 10 avril 2017     | 19e        | Tony Adams                | 10 avril 2017     |
| Real Betis           | Víctor Sánchez del Amo | Renvoi                   | 9 mai 2017        | 14e        | Alexis Trujillo (Interim) | 9 mai 2017        |

## Classement
Le classement est établi sur le barème de points classique (victoire à 3 points, match nul à 1, défaite à 0).
Pour départager les égalités, on tient d'abord compte des points en confrontations directes, puis de la différence de buts en confrontations directes, puis de la différence de buts générale, puis du nombre de buts marqués et enfin du nombre de point de fair-Play.
| Rang | Équipe               | Pts | J  | G  | N  | P  | Bp  | Bc | Diff |
| ---- | -------------------- | --- | -- | -- | -- | -- | --- | -- | ---- |
| 1    | Real Madrid C1 SU MC | 93  | 38 | 29 | 6  | 3  | 106 | 41 | +65  |
| 2    | FC Barcelone T S C   | 90  | 38 | 28 | 6  | 4  | 116 | 37 | +79  |
| 3    | Atlético de Madrid   | 78  | 38 | 23 | 9  | 6  | 70  | 27 | +43  |
| 4    | Séville FC           | 72  | 38 | 21 | 9  | 8  | 69  | 49 | +20  |
| 5    | Villarreal CF        | 67  | 38 | 19 | 10 | 9  | 56  | 33 | +23  |
| 6    | Real Sociedad        | 64  | 38 | 19 | 7  | 12 | 59  | 53 | +6   |
| 7    | Athletic Bilbao      | 63  | 38 | 19 | 6  | 13 | 53  | 43 | +10  |
| 8    | Espanyol Barcelone   | 56  | 38 | 15 | 11 | 12 | 49  | 50 | -1   |
| 9    | Deportivo Alavés P   | 55  | 38 | 14 | 13 | 11 | 41  | 43 | -2   |
| 10   | SD Eibar             | 54  | 38 | 15 | 9  | 14 | 56  | 51 | +5   |
| 11   | Málaga CF            | 46  | 38 | 12 | 10 | 16 | 49  | 55 | -6   |
| 12   | Valence CF           | 46  | 38 | 13 | 7  | 18 | 56  | 65 | -9   |
| 13   | Celta Vigo           | 45  | 38 | 13 | 6  | 19 | 53  | 69 | -16  |
| 14   | Las Palmas           | 39  | 38 | 10 | 9  | 19 | 53  | 74 | -21  |
| 15   | Real Betis           | 39  | 38 | 10 | 9  | 19 | 41  | 64 | -23  |
| 16   | Deportivo La Corogne | 36  | 38 | 8  | 12 | 18 | 43  | 61 | -18  |
| 17   | CD Leganés P         | 35  | 38 | 8  | 11 | 19 | 36  | 55 | -19  |
| 18   | Sporting Gijón       | 31  | 38 | 7  | 10 | 21 | 42  | 72 | -30  |
| 19   | CA Osasuna P         | 22  | 38 | 4  | 10 | 24 | 40  | 94 | -54  |
| 20   | Grenade CF           | 20  | 38 | 4  | 8  | 26 | 30  | 82 | -52  |

Qualifications européennes
Ligue des champions 2017-2018
- 1er 2e et 3e : phase de groupes
- 4e : tour de barrages pour non-champions

Ligue Europa 2017-2018
- 5e : Phase de groupes
- 6e : Tour de barrage
- 7e : 3e tour de qualification

Relégation
- 18e, 19e et 20e : relégation en Liga 2

Abréviations
- T : Tenant du titre
- C : Vainqueur de la Coupe du Roi 2016-2017
- S : Vainqueur de la Supercoupe d'Espagne 2016
- C1 : Vainqueur de la Ligue des champions 2016-2017
- SU : Vainqueur de la Supercoupe de l'UEFA 2016
- MC : Vainqueur du Mondial des clubs 2016
- P : Promus de Liga Adelante 2015-2016

### Matchs
| Résultats (▼dom., ►ext.)                                   | ALA | ATH | ATM | BAR | BET | CEL | DEP | EIB | ESP | GRE | LAS | LEG | MAL | OSA | RMA | SOC | SEV | SPO | VAL | VIL |
| Deportivo Alavés                                           |     | 1-0 | 0-0 | 0-6 | 1-0 | 3-1 | 0-0 | 0-0 | 0-1 | 3-1 | 1-1 | 2-2 | 1-1 | 0-1 | 1-4 | 1-0 | 1-1 | 0-0 | 2-1 | 2-1 |
| Athletic Bilbao                                            | 0-0 |     | 2-2 | 0-1 | 2-1 | 2-1 | 2-1 | 3-1 | 2-0 | 3-1 | 5-1 | 1-1 | 1-0 | 1-1 | 1-2 | 3-2 | 3-1 | 2-1 | 2-1 | 1-0 |
| Atlético de Madrid                                         | 1-1 | 3-1 |     | 1-2 | 1-0 | 3-2 | 1-0 | 1-0 | 0-0 | 7-1 | 1-0 | 2-0 | 4-2 | 3-0 | 0-3 | 1-0 | 3-1 | 5-0 | 3-0 | 0-1 |
| FC Barcelone                                               | 1-2 | 3-0 | 1-1 |     | 6-2 | 5-0 | 4-0 | 4-2 | 4-1 | 1-0 | 5-0 | 2-1 | 0-0 | 7-1 | 1-1 | 3-2 | 3-0 | 6-1 | 4-2 | 4-1 |
| Real Betis                                                 | 1-4 | 1-0 | 1-1 | 1-1 |     | 3-3 | 0-0 | 2-0 | 0-1 | 2-2 | 2-0 | 2-0 | 1-0 | 2-0 | 1-6 | 2-3 | 1-2 | 0-0 | 0-0 | 0-1 |
| Celta Vigo                                                 | 2-1 | 0-3 | 0-4 | 4-3 | 0-1 |     | 4-1 | 0-2 | 2-2 | 3-1 | 3-1 | 0-1 | 3-1 | 3-0 | 1-4 | 2-2 | 0-3 | 2-1 | 2-1 | 0-1 |
| Deportivo La Corogne                                       | 0-1 | 0-1 | 1-1 | 2-1 | 1-1 | 0-1 |     | 2-1 | 1-2 | 0-0 | 3-0 | 1-2 | 2-0 | 2-0 | 2-6 | 5-1 | 2-3 | 2-1 | 1-1 | 0-0 |
| SD Eibar                                                   | 0-0 | 0-1 | 0-2 | 0-4 | 3-1 | 1-0 | 3-1 |     | 1-1 | 4-0 | 3-1 | 2-0 | 3-0 | 2-3 | 1-4 | 2-0 | 1-1 | 0-1 | 1-0 | 2-1 |
| Espanyol Barcelone                                         | 1-0 | 0-0 | 0-1 | 0-3 | 2-1 | 0-2 | 1-1 | 3-3 |     | 3-1 | 4-3 | 3-0 | 2-2 | 3-0 | 0-2 | 1-2 | 3-1 | 2-1 | 0-1 | 0-0 |
| Grenade CF                                                 | 2-1 | 1-2 | 0-1 | 1-4 | 4-1 | 0-3 | 1-1 | 1-2 | 1-2 |     | 1-0 | 0-1 | 0-2 | 1-1 | 0-4 | 0-2 | 2-1 | 0-0 | 1-3 | 1-1 |
| Las Palmas                                                 | 1-1 | 3-1 | 0-5 | 1-4 | 4-1 | 3-3 | 1-1 | 1-0 | 0-0 | 5-1 |     | 1-1 | 1-0 | 5-2 | 2-2 | 0-1 | 0-1 | 1-0 | 3-1 | 1-0 |
| CD Leganés                                                 | 1-1 | 0-0 | 0-0 | 1-5 | 4-0 | 0-2 | 4-0 | 1-1 | 0-1 | 1-0 | 3-0 |     | 0-0 | 2-0 | 2-4 | 0-2 | 2-3 | 0-2 | 1-2 | 0-0 |
| Málaga CF                                                  | 1-2 | 2-1 | 0-2 | 2-0 | 1-2 | 3-0 | 4-3 | 2-1 | 0-1 | 1-1 | 2-1 | 4-0 |     | 1-1 | 0-2 | 0-2 | 4-2 | 3-2 | 2-0 | 0-2 |
| CA Osasuna                                                 | 0-1 | 1-2 | 0-3 | 0-3 | 1-2 | 0-0 | 2-2 | 1-1 | 1-2 | 2-1 | 2-2 | 2-1 | 1-1 |     | 1-3 | 0-2 | 3-4 | 2-2 | 3-3 | 1-4 |
| Real Madrid                                                | 3-0 | 2-1 | 1-1 | 2-3 | 2-1 | 3-2 | 3-2 | 1-1 | 2-0 | 5-0 | 3-3 | 3-0 | 2-1 | 5-2 |     | 3-0 | 4-1 | 2-1 | 2-1 | 1-1 |
| Real Sociedad                                              | 3-0 | 0-2 | 2-0 | 1-1 | 1-0 | 1-0 | 1-0 | 2-2 | 1-1 | 2-1 | 4-1 | 1-1 | 2-2 | 3-2 | 0-3 |     | 0-4 | 0-1 | 3-2 | 0-1 |
| Séville FC                                                 | 2-1 | 1-0 | 1-0 | 1-2 | 1-0 | 2-1 | 4-2 | 2-0 | 6-4 | 2-0 | 2-1 | 1-1 | 4-1 | 5-0 | 2-1 | 1-1 |     | 0-0 | 2-1 | 0-0 |
| Sporting Gijón                                             | 2-4 | 2-1 | 1-4 | 0-5 | 2-2 | 1-1 | 0-1 | 2-3 | 1-1 | 3-2 | 1-0 | 2-1 | 0-1 | 3-1 | 2-3 | 1-3 | 1-1 |     | 1-2 | 1-3 |
| Valence CF                                                 | 2-1 | 2-0 | 0-2 | 2-3 | 2-3 | 3-2 | 3-0 | 0-4 | 2-1 | 1-1 | 2-4 | 1-0 | 2-2 | 4-1 | 2-1 | 2-3 | 0-0 | 1-1 |     | 1-3 |
| Villarreal CF                                              | 0-2 | 3-1 | 3-0 | 1-1 | 2-0 | 5-0 | 0-0 | 2-3 | 2-0 | 2-0 | 2-1 | 2-1 | 1-1 | 3-1 | 2-3 | 2-1 | 0-0 | 3-1 | 0-2 |     |
| - Victoire à domicile - Match nul - Victoire à l'extérieur |     |     |     |     |     |     |     |     |     |     |     |     |     |     |     |     |     |     |     |     |

### Évolution du classement
| Journée →          | 1  | 2  | 3  | 4  | 5  | 6  | 7  | 8  | 9  | 10 | 11 | 12 | 13 | 14 | 15 | 16 | 17 | 18 | 19 | 20 | 21 | 22 | 23 | 24 | 25 | 26 | 27 | 28 | 29 | 30 | 31 | 32 | 33 | 34 | 35 | 36 | 37 | 38 | 1er | Rel. |
| Équipe             |    |    |    |    |    |    |    |    |    |    |    |    |    |    |    |    |    |    |    |    |    |    |    |    |    |    |    |    |    |    |    |    |    |    |    |    |    |    |     |      |
| ------------------ | -- | -- | -- | -- | -- | -- | -- | -- | -- | -- | -- | -- | -- | -- | -- | -- | -- | -- | -- | -- | -- | -- | -- | -- | -- | -- | -- | -- | -- | -- | -- | -- | -- | -- | -- | -- | -- | -- | --- | ---- |
| Real Madrid        | 2  | 3  | 1  | 1  | 1  | 1  | 2  | 2  | 1  | 1  | 1  | 1  | 1  | 1  | 1  | 1  | 1  | 1  | 1  | 1  | 1  | 1  | 1  | 1  | 2  | 2  | 1  | 1  | 1  | 1  | 1  | 1  | 2  | 2  | 2  | 2  | 1  | 1  | 28  |      |
| FC Barcelone       | 1  | 2  | 5  | 2  | 3  | 2  | 4  | 4  | 3  | 2  | 2  | 2  | 2  | 2  | 2  | 2  | 3  | 3  | 3  | 2  | 2  | 2  | 2  | 2  | 1  | 1  | 2  | 2  | 2  | 2  | 2  | 2  | 1  | 1  | 1  | 1  | 2  | 2  | 7   |      |
| Atlético de Madrid | 8  | 13 | 7  | 4  | 4  | 3  | 1  | 1  | 5  | 3  | 4  | 6  | 4  | 4  | 6  | 6  | 4  | 4  | 4  | 4  | 4  | 4  | 4  | 4  | 4  | 4  | 4  | 4  | 3  | 3  | 3  | 3  | 3  | 3  | 3  | 3  | 3  | 3  | 2   |      |
| Séville FC         | 3  | 4  | 2  | 5  | 2  | 6  | 3  | 3  | 2  | 4  | 5  | 3  | 3  | 3  | 3  | 3  | 2  | 2  | 2  | 3  | 3  | 3  | 3  | 3  | 3  | 3  | 3  | 3  | 4  | 4  | 4  | 4  | 4  | 4  | 4  | 4  | 4  | 4  |     |      |
| Villarreal CF      | 12 | 11 | 8  | 6  | 6  | 4  | 5  | 5  | 4  | 5  | 3  | 4  | 6  | 5  | 4  | 4  | 5  | 6  | 6  | 6  | 6  | 6  | 6  | 6  | 6  | 6  | 5  | 5  | 6  | 5  | 5  | 5  | 5  | 5  | 5  | 5  | 5  | 5  |     |      |
| Real Sociedad      | 19 | 9  | 12 | 13 | 8  | 11 | 9  | 10 | 7  | 6  | 6  | 5  | 5  | 6  | 5  | 5  | 6  | 5  | 5  | 5  | 5  | 5  | 5  | 5  | 5  | 5  | 6  | 6  | 5  | 7  | 6  | 7  | 7  | 7  | 7  | 7  | 7  | 6  |     | 1    |
| Athletic Bilbao    | 15 | 19 | 14 | 10 | 7  | 5  | 6  | 6  | 6  | 7  | 7  | 7  | 8  | 7  | 7  | 7  | 7  | 7  | 7  | 7  | 9  | 8  | 8  | 8  | 8  | 7  | 7  | 7  | 7  | 6  | 8  | 6  | 6  | 6  | 6  | 6  | 6  | 7  |     | 1    |
| Esp. Barcelone     | 17 | 14 | 15 | 16 | 15 | 18 | 18 | 17 | 16 | 12 | 13 | 12 | 12 | 12 | 9  | 9  | 11 | 11 | 9  | 9  | 8  | 9  | 10 | 9  | 9  | 9  | 9  | 9  | 9  | 9  | 9  | 9  | 9  | 9  | 9  | 9  | 10 | 8  |     | 2    |
| D. Alavés          | 13 | 12 | 9  | 9  | 12 | 9  | 12 | 9  | 13 | 15 | 12 | 14 | 13 | 13 | 13 | 12 | 12 | 12 | 12 | 12 | 12 | 12 | 11 | 11 | 11 | 11 | 10 | 10 | 11 | 11 | 11 | 11 | 11 | 10 | 10 | 10 | 9  | 9  |     |      |
| SD Eibar           | 14 | 8  | 6  | 7  | 9  | 8  | 8  | 8  | 11 | 8  | 11 | 8  | 7  | 8  | 8  | 8  | 10 | 9  | 10 | 10 | 7  | 7  | 7  | 7  | 7  | 8  | 8  | 8  | 8  | 8  | 7  | 8  | 8  | 8  | 8  | 8  | 8  | 10 |     |      |
| Málaga CF          | 11 | 10 | 16 | 15 | 14 | 17 | 14 | 13 | 10 | 11 | 10 | 11 | 11 | 11 | 11 | 11 | 13 | 13 | 14 | 14 | 14 | 14 | 13 | 14 | 15 | 15 | 16 | 15 | 15 | 15 | 14 | 15 | 15 | 14 | 12 | 11 | 11 | 11 |     |      |
| Valence CF         | 18 | 20 | 19 | 20 | 18 | 15 | 17 | 14 | 15 | 14 | 15 | 16 | 16 | 17 | 17 | 17 | 17 | 17 | 15 | 15 | 16 | 15 | 15 | 13 | 13 | 13 | 13 | 14 | 13 | 12 | 12 | 12 | 12 | 12 | 13 | 13 | 12 | 12 |     | 5    |
| Celta Vigo         | 16 | 18 | 20 | 19 | 17 | 12 | 10 | 12 | 8  | 9  | 8  | 9  | 9  | 9  | 12 | 13 | 9  | 8  | 8  | 8  | 10 | 10 | 9  | 10 | 10 | 10 | 11 | 11 | 10 | 10 | 10 | 10 | 10 | 11 | 11 | 12 | 13 | 13 |     | 3    |
| Las Palmas         | 4  | 1  | 4  | 3  | 5  | 7  | 7  | 7  | 9  | 10 | 9  | 10 | 10 | 10 | 10 | 10 | 8  | 10 | 11 | 11 | 11 | 11 | 12 | 12 | 12 | 12 | 12 | 12 | 12 | 13 | 13 | 13 | 13 | 13 | 14 | 14 | 14 | 14 | 1   |      |
| Real Betis         | 20 | 17 | 13 | 12 | 16 | 10 | 15 | 16 | 12 | 13 | 14 | 13 | 14 | 14 | 14 | 14 | 14 | 14 | 13 | 13 | 13 | 13 | 14 | 15 | 14 | 14 | 14 | 13 | 14 | 14 | 15 | 14 | 14 | 15 | 15 | 15 | 15 | 15 |     | 1    |
| D. La Corogne      | 5  | 5  | 10 | 11 | 13 | 16 | 13 | 15 | 17 | 17 | 16 | 17 | 17 | 16 | 16 | 15 | 15 | 15 | 16 | 16 | 15 | 16 | 16 | 17 | 17 | 17 | 15 | 16 | 16 | 16 | 16 | 16 | 16 | 16 | 16 | 17 | 17 | 16 |     |      |
| CD Leganés         | 7  | 7  | 11 | 14 | 10 | 13 | 11 | 11 | 14 | 16 | 17 | 15 | 15 | 15 | 15 | 16 | 16 | 16 | 17 | 17 | 17 | 17 | 17 | 16 | 16 | 16 | 17 | 17 | 17 | 17 | 17 | 17 | 17 | 17 | 17 | 16 | 16 | 17 |     |      |
| Sporting Gijón     | 6  | 6  | 3  | 8  | 11 | 14 | 16 | 18 | 18 | 18 | 18 | 18 | 18 | 18 | 18 | 18 | 18 | 18 | 18 | 18 | 18 | 18 | 18 | 18 | 19 | 19 | 19 | 18 | 18 | 18 | 18 | 18 | 18 | 18 | 18 | 18 | 18 | 18 |     | 31   |
| CA Osasuna         | 10 | 15 | 18 | 18 | 20 | 20 | 19 | 19 | 19 | 19 | 19 | 19 | 19 | 20 | 20 | 20 | 20 | 20 | 20 | 19 | 20 | 20 | 20 | 20 | 20 | 20 | 20 | 20 | 20 | 20 | 20 | 20 | 20 | 20 | 20 | 20 | 19 | 19 |     | 36   |
| Grenade CF         | 9  | 16 | 17 | 17 | 19 | 19 | 20 | 20 | 20 | 20 | 20 | 20 | 20 | 19 | 19 | 19 | 19 | 19 | 19 | 20 | 19 | 19 | 19 | 19 | 18 | 18 | 18 | 19 | 19 | 19 | 19 | 19 | 19 | 19 | 19 | 19 | 20 | 20 |     | 34   |

Source :  Sur LaLiga.es
En gras et italique, équipes comptant un match en retard :
1. 1 2  Du fait de l'engagement du Real Madrid en Coupe du monde des clubs, le match de la 16e journée entre le Real Madrid et le Valence CF est reporté au 22 février 2017, entre les 22e et la 23e journées. Entretemps, les deux clubs comptent donc un match de retard.
2. 1 2  Celta Vigo-Real Madrid, match de la 21e journée reporté en raison de la tempête qui souffle sur la Galice[2], joués entre les 36e et 37e journées. Entretemps, les deux clubs comptent donc un match de retard.
3. 1 2  Deportivo La Corogne-Real Betis, match de la 21e journée reporté en raison de rafales de vent qui ont endommagé la toiture du stade et menaçaient la sécurité du public[3], joués entre les 25e et 26e journées. Entretemps, les deux clubs comptent donc un match de retard.

## Statistiques

### Buts marqués par journée
Ce graphique représente le nombre de buts marqués lors de chaque journée.

### Meilleurs buteurs
Le Trophée Pichichi récompense le meilleur buteur de la saison, tandis que le Trophée Zarra est décerné au meilleur buteur espagnol de la saison. Lionel Messi, avec 37 buts, remporte le premier tandis que Iago Aspas, avec 19 buts, remporte le second.
| Rang | Joueur            | Club               | Buts |
| ---- | ----------------- | ------------------ | ---- |
| 1    | Lionel Messi      | FC Barcelone       | 37   |
| 2    | Luis Suárez       | FC Barcelone       | 29   |
| 3    | Cristiano Ronaldo | Real Madrid        | 25   |
| 4    | Iago Aspas        | Celta Vigo         | 19   |
| 5    | Antoine Griezmann | Atlético de Madrid | 16   |
| 5    | Aritz Aduriz      | Athletic Bilbao    | 16   |
| 7    | Alvaro Morata     | Real Madrid        | 15   |
| 8    | Sandro Ramírez    | Málaga CF          | 14   |
| 9    | Gerard Moreno     | Espanyol Barcelone | 13   |
| 9    | Neymar            | FC Barcelone       | 13   |

### Meilleurs passeurs
| Rang | Joueur            | Club               | Passes |
| ---- | ----------------- | ------------------ | ------ |
| 1    | Luis Suárez       | FC Barcelone       | 13     |
| 2    | Toni Kroos        | Real Madrid        | 12     |
| 3    | Neymar            | FC Barcelone       | 11     |
| 4    | Pablo Piatti      | Espanyol Barcelone | 10     |
| 4    | Marcelo           | Real Madrid        | 10     |
| 6    | Lionel Messi      | FC Barcelone       | 9      |
| 7    | Isco              | Real Madrid        | 8      |
| 7    | Antoine Griezmann | Atlético de Madrid | 8      |
| 7    | Pablo Sarabia     | Séville FC         | 8      |
| 7    | Ángel Correa      | Atlético de Madrid | 8      |

### Meilleurs gardiens
Le Trophée Zamora est décerné au gardien de but dont le ratio buts encaissés par match joué est le plus faible. Pour opter au trophée, les gardiens doivent avoir joué au moins 28 matches.
| Pos | Joueur                | Club               | Buts | Matchs | Ratio |
| --- | --------------------- | ------------------ | ---- | ------ | ----- |
| 1   | Jan Oblak             | Atlético de Madrid | 21   | 29     | 0,72  |
| 2   | Marc-André ter Stegen | FC Barcelone       | 33   | 36     | 0,92  |
| 3   | Diego López           | Espanyol Barcelone | 38   | 34     | 1,12  |
| 4   | Fernando Pacheco      | Deportivo Alavés   | 42   | 36     | 1,17  |
| 5   | Sergio Rico           | Séville FC         | 45   | 35     | 1,29  |

- Source: Trofeo Zamora Liga BBVA sur marca.com

### Récompenses mensuelles
Les Prix LFP sont des récompenses officielles mensuelles décernées par la LFP aux meilleur joueur et meilleur entraîneur du mois en Liga Santander.
| Mois      | Joueur du mois     | Joueur du mois       | Entraîneur du mois   | Entraîneur du mois |
| Mois      | Joueur             | Club                 | Entraîneur           | Club               |
| --------- | ------------------ | -------------------- | -------------------- | ------------------ |
| Août      | Jon Ander Serantes | CD Leganés           | Quique Setién        | Las Palmas         |
| Septembre | Antoine Griezmann  | Atlético de Madrid   | Ernesto Valverde     | Athletic Bilbao    |
| Octobre   | Iago Aspas         | Celta Vigo           | Jorge Sampaoli       | Séville FC         |
| Novembre  | Diego López        | Espanyol Barcelone   | Eusebio Sacristán    | Real Sociedad      |
| Décembre  | Florin Andone      | Deportivo La Corogne | Fran Escribá         | Villarreal CF      |
| Janvier   | Steven Nzonzi      | Séville FC           | Eduardo Berizzo      | Celta Vigo         |
| Février   | Sergi Enrich       | SD Eibar             | José Luis Mendilibar | SD Eibar           |
| Mars      | Antoine Griezmann  | Atlético de Madrid   | Diego Simeone        | Atlético de Madrid |
| Avril     | Lionel Messi       | FC Barcelone         | Míchel               | Málaga CF          |
| Mai       | Cristiano Ronaldo  | Real Madrid          | Zinédine Zidane      | Real Madrid        |

### Équipe-type de LaLiga Santander 2016-2017
| \| N° \| Poste \| Joueur \| Club \| \| ---------- \| ---------- \| ----------------- \| ------------------ \| \| 13 \| GB \| Jan Oblak \| Atlético de Madrid \| \| 3 \| DC \| Gerard Piqué \| FC Barcelone \| \| 4 \| DC \| Sergio Ramos \| Real Madrid \| \| 2 \| DL \| Dani Carvajal \| Real Madrid \| \| 3 \| DL \| Filipe Luís \| Atlético de Madrid \| \| 14 \| MD \| Manu Trigueros \| Villarreal CF \| \| 8 \| MR \| Toni Kroos \| Real Madrid \| \| 19 \| MO \| Pablo Piatti \| Espanyol Barcelone \| \| 10 \| AiD \| Lionel Messi \| FC Barcelone \| \| 7 \| AiG \| Cristiano Ronaldo \| Real Madrid \| \| 9 \| AC \| Luis Suárez \| FC Barcelone \| \| Entraîneur \| Entraîneur \| Zinédine Zidane \| Real Madrid \| | Oblak Piqué Ramos Carvajal Filipe Luís Trigueros Kroos Piatti Messi Ronaldo Suárez |                   |                    |
| N° | Poste                                                                              | Joueur            | Club               |
| 13 | GB                                                                                 | Jan Oblak         | Atlético de Madrid |
| 3 | DC                                                                                 | Gerard Piqué      | FC Barcelone       |
| 4 | DC                                                                                 | Sergio Ramos      | Real Madrid        |
| 2 | DL                                                                                 | Dani Carvajal     | Real Madrid        |
| 3 | DL                                                                                 | Filipe Luís       | Atlético de Madrid |
| 14 | MD                                                                                 | Manu Trigueros    | Villarreal CF      |
| 8 | MR                                                                                 | Toni Kroos        | Real Madrid        |
| 19 | MO                                                                                 | Pablo Piatti      | Espanyol Barcelone |
| 10 | AiD                                                                                | Lionel Messi      | FC Barcelone       |
| 7 | AiG                                                                                | Cristiano Ronaldo | Real Madrid        |
| 9 | AC                                                                                 | Luis Suárez       | FC Barcelone       |
| Entraîneur | Entraîneur                                                                         | Zinédine Zidane   | Real Madrid        |

### Affluences par journée
Ce graphique représente le nombre de spectateurs lors de chaque journée.

### Autres statistiques
- Premier but de la saison :  Juanpi Añor   56e pour le Málaga CF contre CA Osasuna (1-0), le 19 août 2016.
- Premier but contre son camp :  Unai García  79e (csc) pour CA Osasuna en faveur de Real Sociedad (0-2), le 27 août 2016.
- Premier penalty :  Lucas Pérez   87e (pen.) pour le Deportivo La Corogne contre le SD Eibar (2-1), le 19 août 2016.
- Premier coup franc direct :  Rubén Castro   21e (cf.) pour le Real Betis contre le FC Barcelone (1-1), le 20 août 2016.
- Premier doublé :  Luis Suárez   42e   56e pour le FC Barcelone contre le Real Betis (6-2), le 20 août 2016.
- Premier triplé :  Luis Suárez   42e   56e   82e pour le FC Barcelone contre le Real Betis (6-2), le 20 août 2016.
- But le plus rapide d'une rencontre :  Alvaro Morata    53 secondes pour le Real Madrid contre le Deportivo la Corogne (2-6), 26 avril 2017.
- But le plus tardif d'une rencontre :  Manu García   90+4e minutes et 7 secondes pour le Deportivo Alavés contre l'Atlético de Madrid (1-1), le 21 août 2016.
- Champion d'hiver : Real Madrid
- Champion : Real Madrid
- Meilleure attaque : FC Barcelone (112 buts marqués).
- Pire attaque : Grenade CF  (29 buts marqués).
- Meilleure défense : Atlético de Madrid (26 buts encaissés).
- Pire défense : CA Osasuna (89 buts encaissés).
- Meilleure différence de buts : FC Barcelone (+77).
- Pire différence de buts : CA Osasuna (-49).
- Journée de championnat la plus riche en buts : 8e journée (48 buts).
- Journée de championnat la plus pauvre en buts : 2e journée (17 buts).
- Plus grande marge de buts dans une rencontre : 6 buts
  - Atlético de Madrid 7-1 Grenade CF, le 15 octobre 2016.
  - Deportivo Alavés 0-6 FC Barcelone, le 11 février 2017.
  - FC Barcelone 7-1 CA Osasuna, le 26 avril 2017.
- Plus grand nombre de buts dans une rencontre : 10 buts
  - Séville FC 6-4 Espagnol Barcelone, le 20 août 2016.
- Plus grand nombre de buts en une mi-temps : 6 buts
  - 1re mi-temps de Séville FC-RCD Espanyol Barcelone (3-3, 6-4), le 20 août 2016.
  - 2e mi-temps de FC Barcelone-CA Osasuna (2-0, 7-1), le 26 avril 2017.
- Plus grand nombre de buts dans une rencontre par un joueur : 3 buts
  -  Luis Suárez   44e   56e   82e pour le FC Barcelone contre le Real Betis (6-2), le 20 août 2016.
  -  Yannick Carrasco   34e   45e   61e pour l'Atlético de Madrid contre Grenade CF (7-1), le 15 octobre 2016.
  -  Cristiano Ronaldo   17e   33e   88e pour le Real Madrid contre le Deportivo Alavés (4-1), le 29 octobre 2016.
  -  Cristiano Ronaldo   23e   71e (pen.)   77e pour le Real Madrid contre l'Atlético de Madrid (0-3), le 19 novembre 2016.
  -  Vicente Iborra   51e   84e   92e (pen.) pour le Séville FC contre le Celta Vigo (0-3), le 11 décembre 2016.
  -  Wissam Ben Yedder   25e   29e   83e pour le Séville FC contre la Real Sociedad (0-4), le 7 janvier 2017.
  -  Kevin Gameiro   80e   81e   85e pour l'Atlético de Madrid contre le Sporting Gijón (1-4), le 18 février 2017.
  -  Giuseppe Rossi   12e   36e   57e pour le Celta Vigo contre Las Palmas (3-1), le 3 avril 2017.
  -  Alvaro Morata   18e   23e   48e pour le Real Madrid contre Leganés (2-4), le 5 avril 2017.
  -  Neymar   25e   67e   71e pour le FC Barcelone contre Las Palmas (1-4), le 14 mai 2017.

## Parcours en coupes d'Europe
Le parcours des clubs espagnols en coupes d'Europe est important puisqu'il détermine le coefficient UEFA, et donc le nombre de clubs espagnols présents en coupes d'Europe les années suivantes.

### Parcours européen des clubs
| Club               | Compétition          | Résultat           | Ultime(s) adversaire(s) | Ultime(s) adversaire(s) | Ultime(s) adversaire(s) |
| ------------------ | -------------------- | ------------------ | ----------------------- | ----------------------- | ----------------------- |
| Real Madrid T      | Ligue des champions  | Vainqueur          | Juventus                |                         |                         |
| Atlético de Madrid | Ligue des champions  | Demi-finale        | Real Madrid             |                         |                         |
| FC Barcelone       | Ligue des champions  | Quart de finale    | Juventus                |                         |                         |
| Séville FC         | Ligue des champions  | Huitième de finale | Leicester City          |                         |                         |
| Villarreal CF      | Ligue des champions  | Barrage            | AS Monaco               |                         |                         |
| Celta Vigo         | Ligue Europa         | Demi-finale        | Manchester United       |                         |                         |
| Villarreal CF      | Ligue Europa         | Seizième de finale | AS Rome                 |                         |                         |
| Athletic Bilbao    | Ligue Europa         | Seizième de finale | APOEL Nicosie           |                         |                         |
| Real Madrid        | Supercoupe de l'UEFA | Vainqueur          | Séville FC              | Séville FC              | Séville FC              |
| Séville FC         | Supercoupe de l'UEFA | Finaliste          | Real Madrid             | Real Madrid             | Real Madrid             |

### Coefficient UEFA du championnat espagnol
Le classement UEFA de la fin de saison 2016-2017 permet d'établir la répartition et le nombre d'équipes pour les coupes d'Europe de la saison 2018-2019.
| Rang 2017 | Rang 2016 | Évolution | Ligue      | 2012-2013 | 2013-2014 | 2014-2015 | 2015-2016 | 2016-2017 | Coefficient | Places en Ligue des champions de l'UEFA | Places en Ligue des champions de l'UEFA | Places en Ligue des champions de l'UEFA | Places en Ligue Europa | Places en Ligue Europa | Places en Ligue Europa | Places en Ligue Europa |
| Rang 2017 | Rang 2016 | Évolution | Ligue      | 2012-2013 | 2013-2014 | 2014-2015 | 2015-2016 | 2016-2017 | Coefficient | PG                                      | TB                                      | T3                                      | PG                     | TB                     | T3                     | T2                     |
| --------- | --------- | --------- | ---------- | --------- | --------- | --------- | --------- | --------- | ----------- | --------------------------------------- | --------------------------------------- | --------------------------------------- | ---------------------- | ---------------------- | ---------------------- | ---------------------- |
| 1         | 1         | =         | Espagne    | 17,714    | 23,000    | 20,214    | 23,928    | 20,142    | 104,998     | 3                                       | 1                                       | -                                       | 2                      | -                      | 1                      | -                      |
| 2         | 2         | =         | Allemagne  | 17,928    | 14,714    | 15,857    | 16,428    | 14,571    | 79,498      | 3                                       | 1                                       | -                                       | 2                      | -                      | 1                      | -                      |
| 3         | 3         | =         | Angleterre | 16,428    | 16,785    | 13,571    | 14,250    | 14,928    | 75,962      | 3                                       | 1                                       | -                                       | 2                      | -                      | 1                      | -                      |

### Coefficient UEFA des clubs engagés en Coupe d'Europe
- Ligue des champions 2016-2017
- Ligue Europa 2016-2017

| Rang 2016 | Rang 2017 | Évolution | Club               | 2012-2013 | 2013-2014 | 2014-2015 | 2015-2016 | 2016-2017 | Coefficient UEFA |
| --------- | --------- | --------- | ------------------ | --------- | --------- | --------- | --------- | --------- | ---------------- |
| 1         | 1         | =         | Real Madrid        | 29,5428   | 39,6000   | 33,0428   | 37,7856   | 37,0284   | 176,999          |
| 3         | 3         | =         | FC Barcelone       | 27,5428   | 28,6000   | 38,0428   | 30,7856   | 27,0284   | 151,999          |
| 4         | 4         | =         | Atlético de Madrid | 13,5428   | 37,6000   | 26,0428   | 32,7856   | 33,0284   | 142,999          |
| 14        | 8         | +6        | Séville FC         | 3,5428    | 26,6000   | 32,0428   | 27,7856   | 23,0284   | 112,999          |
| 29        | 27        | +2        | Villarreal CF      | 3,5428    | 4,6000    | 16,0428   | 27,7856   | 13,0284   | 64,999           |
| 22        | 30        | -8        | Athletic Bilbao    | 7,5428    | 4,6000    | 14,0428   | 21,7856   | 13,0284   | 60,999           |
| -         | 51        | Nouveau   | Celta Vigo         | 3,5428    | 4,6000    | 4,0428    | 4,7856    | 23,0284   | 39,999           |